# التهاب الزائدة الدودية
التهاب الزائدة الدودية (بالإنجليزية: Appendicitis) هو التهاب يصيب منطقة من المصران الأعور ينتج عن انسداد رأس منطقة الزائدة الدودية ببقايا براز أو أي أجسام غريبة، يعد التهاب الزائدة الدودية حالة إسعافية تستدعي التدخل الجراحي السريع لمنع انفجارها أو تكون الالتصاقات.

## التشريح المرضي
حتى بالنسبة لحالات التهاب الزائدة الدودية المؤكدة سريريًا، فإن الفحص التشريحي النسيجي لعينات من الزائدة المستأصلة يُعتبر مهمًا من أجل كشف وجود عوامل ممرضة لم يكن مشتبهًا بها، والتي قد تتطلب تدبيرًا بعد الجراحة. على نحو لافت للنظر، يُصادَف سرطان الزائدة الدودية في نحو 1% من عينات الزوائد المستأصلة.
يمكن وضع التشخيص التشريحي المرضي لالتهاب الزائدة الدودية عبر كشف وجود ارتشاح بالخلايا المتعادلة (العدلات) في الطبقة العضلية.
غالبًا ما يُصادَف التهاب ما حول الزائدة الدودية، وهو التهاب في النسج المحيطة بالزائدة الدودية، بالتزامن مع إمراضيات البطن الأخرى.

## الإنذار
يتعافى معظم المصابين بالتهاب الزائدة الدودية بسهولة بعد العلاج الجراحي، لكن يمكن أن تحدث اختلاطات إذا تأخر العلاج أو إذا حدث التهاب البريتون (التهاب الصفاق). يعتمد زمن الشفاء على العمر، والحالة، والاختلاطات، والظروف الأخرى بما فيها كمية الكحول المُستهلَكة، لكنها تتراوح عادة من 10 أيام وحتى 28 يوم. يحتاج الشفاء عند الأطفال (بعمر نحو 10 سنوات) إلى ثلاثة أسابيع.
إن السبب وراء ضرورة إجراء التقييم ثم العلاج السريعين لالتهاب الزائدة الدودية الحاد هو احتمال حدوث التهاب البريتون. قد يحتاج الأشخاص المشتبه بإصابتهم بالتهاب الزائدة الدودية تقييمًا طبيًا. تُستأصل الزوائد الدودية الملتهبة أحيانًا في ظروف إسعافية (كأن لا يجري الاستئصال في مشفى مجهز بصورة ملائمة)، وذلك عندما يكون نقل المريض إلى مكان مجهز طبيًا في الوقت المناسب مستحيلًا.
يستجيب التهاب الزائدة الدودية الحاد النموذجي لاستئصال الزائدة الدودية، وأحيانًا يزول بصورة عفوية. إن زال التهاب الزائدة عفويًا، يبقى من المختلف عليه ما إذا كان يجب إجراء استئصال الزائدة بصورة انتقائية للوقاية من حدوث نوبات متكررة لاحقة من التهاب الزائدة الدودية. يصعب تشخيص التهاب الزائدة الدودية غير النموذجي (المرتبط بالتهاب الزائدة القيحي)، ويكون أكثر احتمالًا لحدوث اختلاطات حتى إذا أُجريت الجراحة في وقت باكر. في كلتا الحالتين، يحقق استئصال الزائدة الدودية الفوري أفضل النتائج، إذ يحدث الشفاء عادة خلال أسبوعين إلى أربعة أسابيع. رغم عدم شيوع الوفاة والاختلاطات الشديدة، فإنها قد تحدث، وخاصة إذا استمر التهاب البريتون ولم يُعالَج.
يجري الحديث عن تشكل ما يدعى بالكتلة الزائدية، والتي تحدث عندما لا تُستأصل الزائدة الدودية في وقت باكر من العدوى ويلتصق بها الثرب والأمعاء مشكلة كتلة مجسوسة. تكون الجراحة خطيرة في هذه الفترة إلا إذا كان هناك تكوّن قيحي يدل عليه وجود حرارة وسمّية أو شوهد بالتصوير بالأمواج فوق الصوتية. تعالج هذه الحالة بالتدبير الطبي المحافظ.
أحد الاختلاطات غير الشائعة لاستئصال الزائدة الدودية هو التهاب جذمور الزائدة الدودية، وهو التهاب يصيب بقايا جذمور الزائدة المتروك بعد استئصال سابق غير كامل للزائدة الدودية. يمكن أن يحدث التهاب جذمور الزائدة الدودية بعد الاستئصال بأشهر أو سنوات، ويمكن أن يُشخّص بتقنيات التصوير مثل الأمواج فوق الصوتية.

## وظيفة الزائدة الدودية
تغيَر الاعتقاد السائد بأن الزائدة الدودية ليس لها فوائد للجسم البشري، وذلك بعد أن قدم علماء المناعة دراسة تفيد أن الزائدة الدودية ما هي إلا مكان تعيش فيه أنواع من البكتيريا المفيدة في عملية الهضم، وإن لها وظيفة مرتبطة بمكانها وبتنظيم كم البكتيريا التي يجب أن تكون في جهاز هضم الإنسان، كونها تمد جهاز الهضم بهذه البكتيريا بعد الإصابة بالأمراض الطفيلية والكوليرا والزحار والإسهالات، بعد أن تكون هذه الإصابات ومعالجتها قد قلًصت أعداد البكتيريا في الأمعاء.
يُفترض اليوم أن الزائدة الدودية مرتبطة بجهاز المناعة خاصة عند الأطفال، وهي تحتوي على نسيج لمفاوي ذو أهمية لوظيفتها المناعية. رغم ذلك، فان استئصال الزائدة الدودية لا يؤدي لمضاعفات أو أعراض جانبية. هذا ولم تُظهر البحوثات أية اهمية للزائدة الدودية لدى البالغين.

## أسباب التهاب الزائدة الدودية
عادة ما يحدث الالتهاب بسبب انسداد مدخل الزائدة الدودية ببقايا الغذاء الموجود في الأمعاء، وأحياناً تكون بعض الديدان الطفيلية أو الأجسام الغريبة هي سبب انسداد مدخل الزائدة الدودية، عندما يتفاقم الانسداد بتكاثر بكتيري تصبح الزائدة منتفخة وملتهبة ومليئة بالقيح وتحدث الأعراض السريرية المتعلقة بالتهاب الزائدة الدودية.

## الأعراض السريرية
- ألم يبدأ حول السرة ثم يتحرك باتجاه الربع البطني السفلي الأيمن حيث يصبح الألم متواصل ومحدد. وقد يسوء بالحركة، التنفس العميق، الكحة، العطس، المشي أو لمس مكان الألم.
- الغثيان والتقيؤ
- حمى منخفضة تبدأ عقب ظهور الأعراض السابقة
- امساك غالباً وعدم القدرة على إخراج الغازات أو اسهال بنسبة أقل
- ألم عند الضغط في الربع البطني السفلي الأيمن خاصة عند نهاية ثلث المسافة بين السرة وعظمة الحوض
- انتفاخ البطن وهي علامة متأخرة

## التشخيص
عادة ما يكون التشخيص سريرياً في حالات التهاب الزائدة الدودية ولا تلعب الفحوصات المخبرية دوراً كبيراً في نفي أو إثبات التشخيص، الفحوصات التشخيصية قد تشمل فحص الدم المخبري والذي يوضح ارتفاع في تعداد الكريات البيضاء وتحليل البول لاستبعاد وجود التهاب في الجهاز البولي والذي يشابه في أعراضه أعراض التهاب الزائدة الدودية، وإذا ما كان التشخيص غير يقيني ينصح بأخذ درجات الحرارة كل ساعتين وتدوينها
لأن التشخيص المؤكد لالتهاب الزائدة الدودية صعب فإن الجراحة لا يتم تأجيلها حتى تتطور الأعراض إلى درجة تسمح بتأكيد التشخيص ويتم الأخذ بالشك الطبي، حوالي 25-30% من الحالات التي تعالج بالجراحة تكشف أن لا وجود لالتهاب في الزائدة الدودية وهذا رقم مقبول ولا يحاسب الطبيب المعالج عن هذا الأمر.

### التشخيص التفريقي
الأطفال: التهاب المعدة والأمعاء، والتهاب العقد المساريقية، والتهاب رتج ميكل، والانغلاف المعوي، وفرفرية هينوخ شونلاين، وذات الرئة الفصية، وعداوى الجهاز البولي (ألم بطني بغياب الأعراض الأخرى التي ترافق عداوى الجهاز البولي عند الأطفال)، وبدء حديث لداء كرون أو التهاب القولون التقرحي، والتهاب البنكرياس، ورضوض البطن، وإساءة معاملة الطفل، ومتلازمة انسداد الأمعاء البعيدة لدى الأطفال المصابين بالتليف الكيسي، والتهاب الأعور لدى الأطفال المصابين باللوكيميا.
النساء: يعتبر إجراء اختبار الحمل ضروريًا لكل النساء اللواتي في سن الإنجاب، إذ إن الحمل الهاجر قد يسبب علامات وأعراض مشابهة لتلك التي يسببها التهاب الزائدة الدودية. تشمل الأسباب النسائية/ التوليدية الأخرى لألم بطني مماثل لدى النساء: الداء الحوضي الالتهابي، وانفتال المبيض، وبدء الإحاضة، وعسرة الطمث، والانتباذ البطاني الرحمي، وألم الإباضة (خروج بيضة من أحد المبيضين قبل أسبوعين تقريبًا من الطمث).
الرجال: انفتال الخصية.
الكبار: بدء حديث لداء كرون، والتهاب القولون التقرحي، والتهاب الأمعاء المنطقي، والتهاب المرارة، والمغص الكلوي، والقرحة الهضمية المنثقبة، والتهاب البنكرياس، والورم الدموي في غمد العضلة المستقيمة البطنية، والتهاب الزوائد الثربية.
المسنون: التهاب الرتوج، وانسداد الأمعاء، وسرطانة القولون، ونقص التروية المساريقية، وأم الدم الأبهرية المثقوبة.
يُستخدم مصطلح التهاب الزائدة الدودية الكاذب لوصف حالة تقلد التهاب الزائدة الدودية. قد تكون مرتبطة بالتهاب الأمعاء والقولون بجراثيم يرسينيا القولون.

## العلاج
يبدأ العلاج بإبقاء المريض صائماً منذ دخوله غرفة الطوارئ، يمكن إعطاء المضادات الحيوية عبر الوريد وذلك لتقليل كمية البكتيريا الموجودة في منطقة المصران الأعور، ونظراً لخطورة الحالة وسرعة تفاقم المرض فإن التدخل الجراحي هو الطريق الأنسب لعلاج حالات التهاب الزائدة الدودية، تتم الجراحة إما كلاسيكياً أو عبر التنظير البطني.

## الوقاية
لا يوجد إجراءات وقائية معينة، تظهر بعض الدراسات أن الحمية الغذائية المحتوية على الألياف قد تقلل من احتمالية الإصابة بالتهاب الزائدة الدودية ولكن لا يوجد دليل قوي حتى الآن على دور الحمية الغذائية في إحداث أو الحماية من التهاب الزائدة الدودية.

## معرض صور

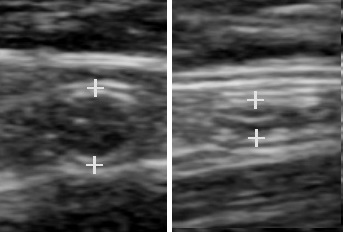
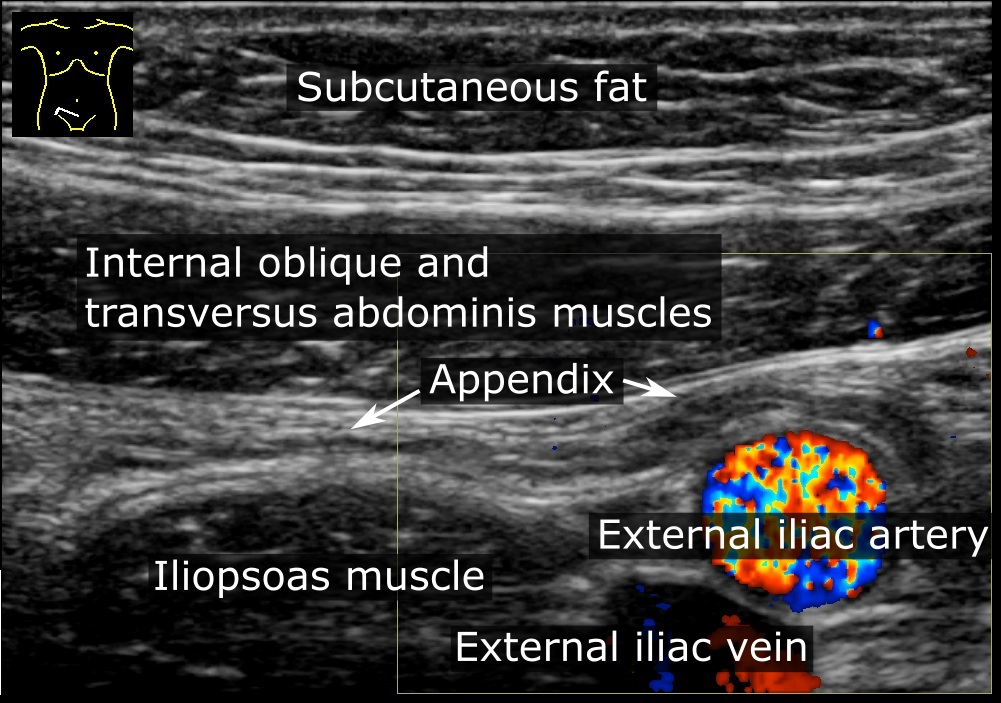
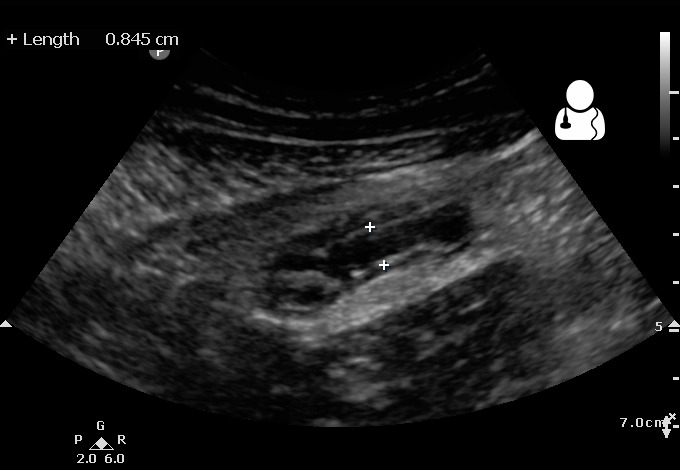